# ファゴットのためのロマンス
『ロマンス』（Romance）ニ短調 作品62は、エドワード・エルガーが作曲したファゴットと管弦楽のための楽曲。作曲者自身によるチェロと管弦楽のための編曲も存在する。両バージョンとも1909年から1910年にかけての作曲である。また。ピアノ伴奏版での出版もされている。
この『ロマンス』はロンドン交響楽団の首席ファゴット奏者であったエドウィン・F・ジェームズのために書かれた。1911年2月のヘレフォードでの初演は、ジェームズの独奏、作曲者自身の指揮で行われた。一方、チェロ用の編曲は1985年になるまで演奏の機会に恵まれなかった。
この作品が作曲されたのはエルガー最大の作品群、ヴァイオリン協奏曲と交響曲第2番の合間の時期であるが、演奏時間5分程度の本作はそれらとは対照的に小規模で穏やかな作品となった。エルガーに詳しい音楽評論家のマイケル・ケネディは、この作品がファゴットをコメディアンというより詩人、歌手として描写していると述べている。

## 楽器編成
ファゴット独奏、フルート2、オーボエ2、クラリネット2、ファゴット2（第2奏者は任意）、ホルン3、トロンボーン3（任意）、ティンパニ、弦五部。

## 楽曲構成
アンダンテ 4/4拍子 ニ短調
弦楽器が主体となり、2小節の特徴的な音型による導入で始まる（譜例1）。この音型は曲中の至る所に現れる。

譜例1
続いてファゴットが哀愁漂う旋律を奏し始める（譜例2）。

譜例2
中間部ではピウ・モッソ、ニ長調となり幾分快活な表情を見せる（譜例3）。

譜例3
その後ニ短調へと戻り、譜例2が弦楽器によって奏でられるとファゴット独奏が主題の再現を進めていき、最後は譜例1を回想しつつニ長調の主和音で曲を閉じる。